# Prinsepia uniflora
Espèce
Classification phylogénétique
Prinsepia uniflora est une espèce de plantes à fleurs de la famille des Rosaceae.
C'est un arbuste originaire de Chine, cultivé à des fins ornementales.
Il existe deux variétés sauvages :
- Prinsepia uniflora var. serrata Rehd.
- Prinsepia uniflora var. uniflora

## Description
Prinsepia uniflora est un arbuste de 1 à 2 m de hauteur, aux branches robustes, dotées d'épines de 6-10 mm.
Les feuilles subsessiles sont oblongues-lancéolées, de 2-6  × 0,6-0,8 cm, aux marges serretées.
Les fleurs axillaires sont en fascicules de 1 à 3. Elles sont blanches et de 8-10 mm de diamètre et munies de 5 pétales blancs, obovés, de 5-6 mm. Il y a 10 étamines sur le bord d'un réceptacle en coupe.
Il émane des fleurs une forte odeur de miel. La floraison débute en avril en France (en mai en Chine) avant que les feuilles ne soient poussées.
Le fruit est une drupe rouge brun, d'environ 1 cm de diamètre, lustrée. Elle est comestible.

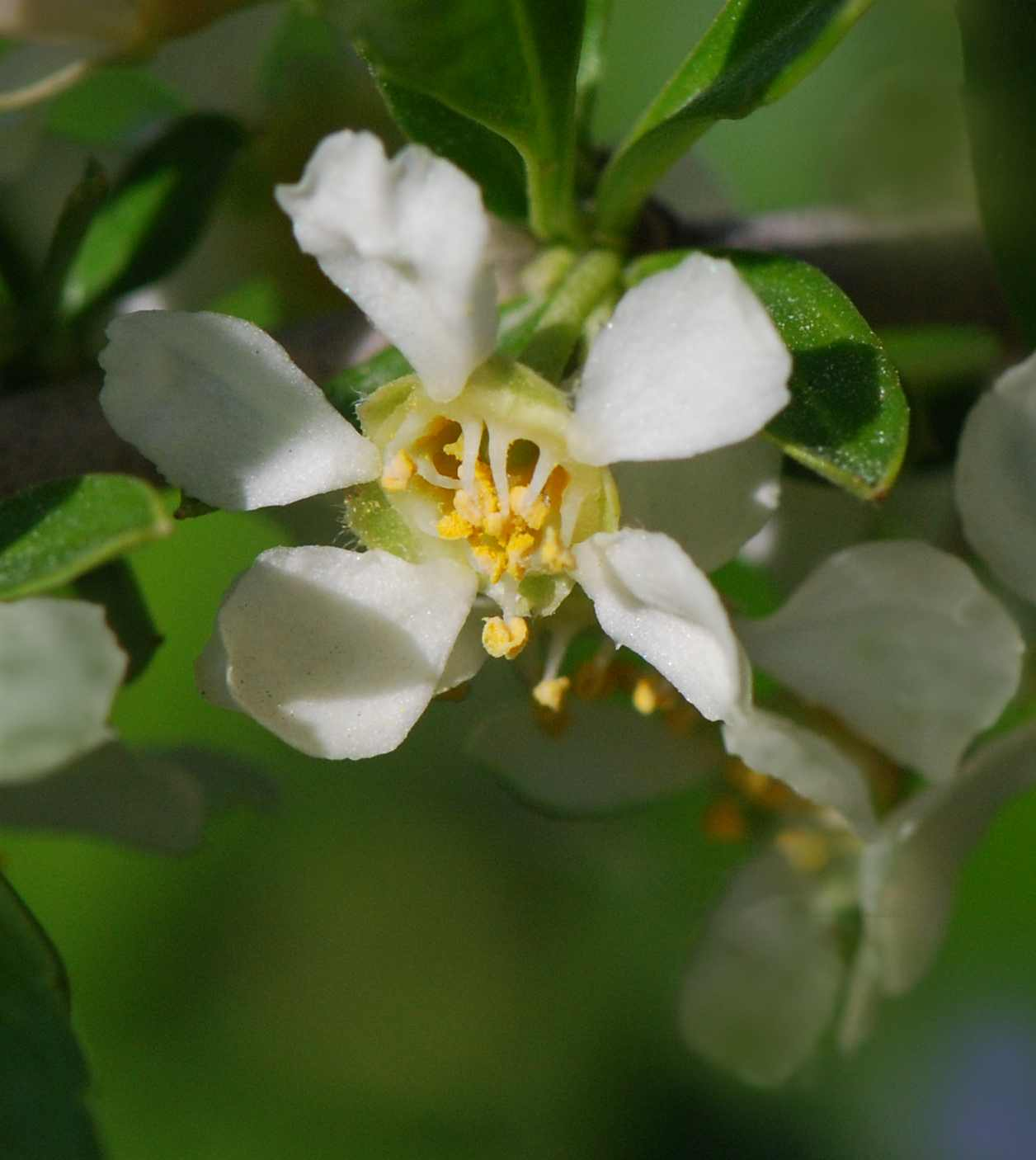
Fleur.
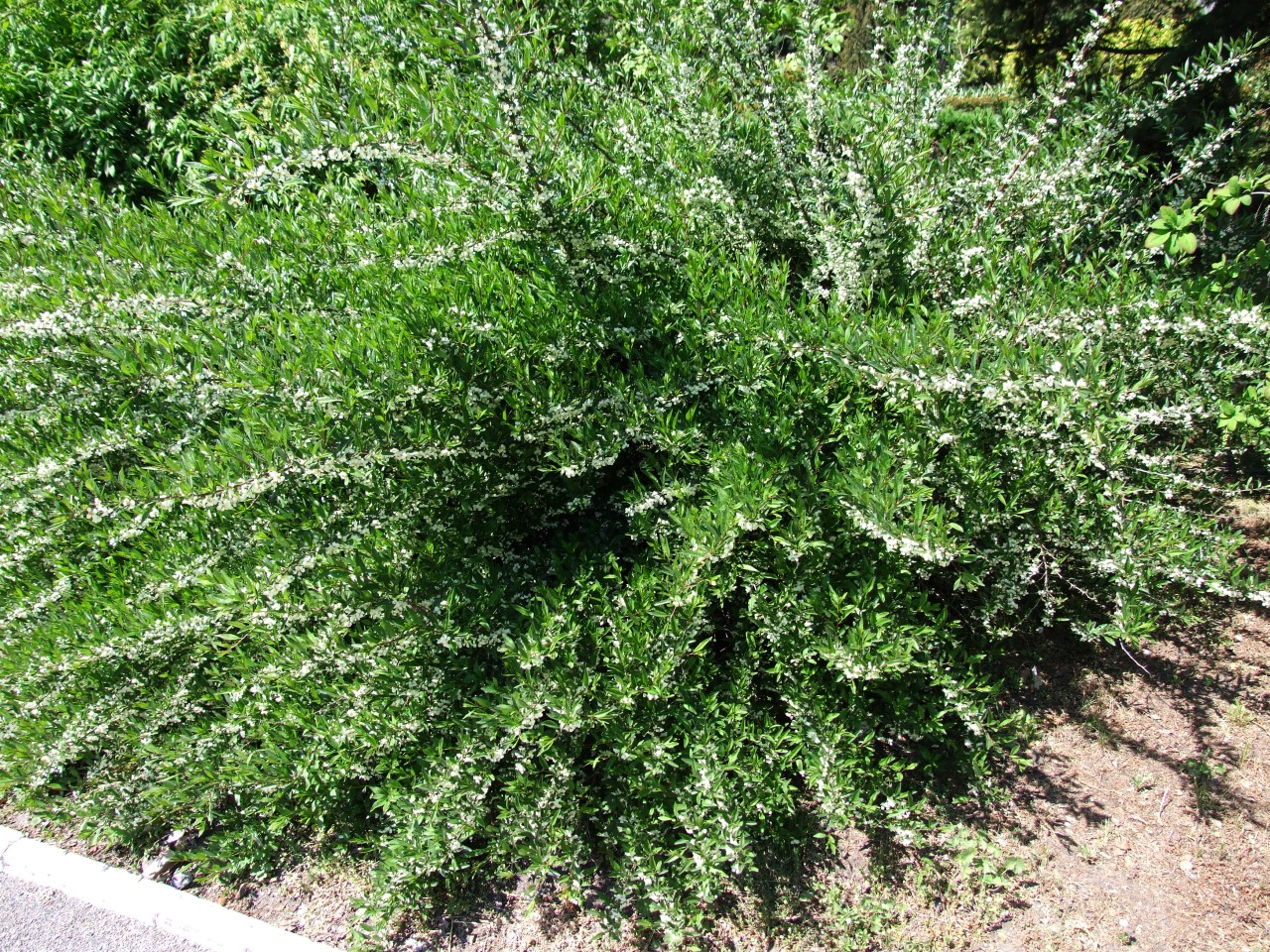
Port de l'arbuste.

## Écologie
Cet arbuste se rencontre en Chine dans le triangle Qinghai, Sichuan, Mongolie-Intérieure. Il croît entre 900 et 1000 mètres d'altitude.
C'est un arbuste ornemental cultivé dans les régions tempérées.

## Utilisations
Les cerises sont consommées crues et les graines consommées dans les soupes.